# Рябоконевский сельский совет Харьковской области
Рябоконевский сельский совет — входит в состав Краснокутского района Харьковской области Украины.
Административный центр сельского совета находится в селе Рябоконево.

## История
- 1943 — дата образования.

## Населённые пункты совета
- село Рябоконево
- село Березовка
- село Гринев Яр
- село Зубовка
- село Ковалевка
- село Комаровка
- село Хуторское
- село Слободка